# Aileen Hernandez
Pour les articles homonymes, voir Hernandez.
Aileen Blanche Clarke Hernandez, née le 23 mai 1926 à Brooklyn dans l'État de New York et morte le 13 février 2017 à Tustin dans l'État de Californie est une américaine militante des droits civiques en faveur des Afro-Américains et une pionnière des droits des femmes, cofondatrice de la National Organization for Women.

## Biographie

### Jeunesse et formation
Aileen Clarke Hernandez est la fille de Charles Henry Clarke et d'Ethel Louise Hall Clarke, couple d'immigrés nés en Jamaïque,.
Son père Charles Henry travaille comme brossier pour une des entreprises de l'Universal Negro Improvement Association et sa mère Ethel Louise travaille comme couturière de théâtre et femme de ménage pour des médecins.
Son père a choisi son prénom, Aileen, en honneur d'une star du cinéma muet Aileen Pringle.
Sa mère, Ethel, est adhérente au syndicat l'International Ladies' Garment Workers' Union, ce qui sensibilise Aileen, dès sa jeunesse, à la lutte des femmes dans le monde du travail.
La famille Clarke s'installe à Bay Ridge, un quartier de l'arrondissement de Brooklyn, quartier où vivent des blancs de la classe moyenne. Aileen se souvient qu'elle a marché avec sa mère jusqu'à la maison d'un blanc qui avait lancé une pétition pour que les Clarke s'en aille de Bay Ridge, sa mère, Ethel Clarke, a informé l'homme du droit de sa famille de vivre là où elle le voulait, puis ils se sont simplement retournés et sont partis.
Aileen suit ses études secondaires à la Bay Ridge High School (en) de Brooklyn, où elle gère le journal de l'école, elle y termine ses études, seconde de sa promotion (salutatorian).
En 1943, elle est admise à l'Université Howard, elle y obtient en 1947 le Bachelor of Arts (licence) option science politique et sociologie avec la mention Magna Cum Laude.
Durant ses études à l'université Howard, elle a pu suivre les cours d'Alain Locke, d'Edward Franklin Frazier, de Howard Thurman, de Ralph Bunche, de Sterling Brown, de Charles Hamilton Houston, Thurgood Marshall, et de James Nabrit Jr. (en). C'est pendant ses études qu'elle s'engage au sein de la National Association for the Advancement of Colored People.
Aileen veut poursuivre ses études, mais un début de tuberculose l'empêche de suivre les cours et l'écriture de ses recherches ; elle obtient enfin son Master of Arts (mastère 2) en science politique en 1961 qu'elle soutient à l'Université d'État de Californie à Los Angeles après un parcours universitaire fractionné où elle est passée par l'université de New York et l'université d'Oslo

### Carrière
En 1951, elle est embauchée par la division de la côte ouest de l'International Ladies Garment Workers Union Institute, elle y commence sa carrière comme directrice adjointe responsable de la formation pour ensuite y devenir la directrice de relations publiques. Elle quitte l'International Ladies Garment Workers Union Institute en 1960 pour soutenir la campagne électorale d'Allan Cranston au poste de Contrôleur des comptes publics de l’État de Californie (California State Controller (en)).
Après la victoire d'Allan Cranston, elle est embauchée comme directrice adjointe au California Department of Fair Employment and Housing (en) / Département de l'État de Californie pour l'emploi et le logement équitable, service chargé de la lutte contre les discriminations quant à l'accès à l'emploi et l'habitat et à l'application des lois anti-discrimination de 1959,.
En 1965, elle est invitée par le Président Lyndon Johnson à être membre de l'Equal Employment Opportunity Commission (en) (EEOC) / Commission pour l'égalité des chances en matière d'emploi, commission crée le 2 juillet 1965 pour mettre en œuvre le Civil Rights Act de 1964 mettant fin aux discriminations dans les services publics, l'emploi, l'accès à l'habitat, etc,. Commission présidée par Franklin Delano Roosevelt, Jr., Aileen y siège aux côtés de Richard Alton Graham (en), Luther Holcomb, et de Samuel C. Jackson . Elle fait partie des deux membres afro-américains et elle est la seule femme de cette Commission. Cette promotion propulse Aileen au premier rang des acteurs pour l'égalité des droits civiques pour les Afro-Américains et les femmes. Ne voyant pas d'avancée pour l'égalité des droits des femmes, notamment pour l'égalité salariales, Aileen quitte la commission.
En 1966, elle rejoint ses amies Pauli Murray, prêtresse de l'Église épiscopale des États-Unis, et l'écrivaine Betty Friedan pour participer à la création de la National Organization for Women (NOW) avec les syndicalistes Dorothy Haener, Caroline Davis, Betty Talkington. De 1967 à 1970, Aileen est vice présidente de la National Organization for Women (NOW) de la Côte Pacifique, et en 1970, elle est élue présidente nationale de la NOW,.
Entre-temps, en 1967, elle fonde un cabinet de conseil Aileen C. Hernandez Associates, à San Francisco. Ce cabinet apporte ses compétences pour traiter les questions critiques propres à l'urbanisation dans l'environnement comme le transport, l' égalité des chances, l'accessibilité pour les minorités à l'emploi et au logement. Le cabinet est sollicité par des entreprises comme, United Parcel Service et Standard Oil of California, des ONG telles que la National Catholic Conference on Interracial Justice / Conférence nationale catholique pour la justice interraciale et la Fondation Ford, des agences gouvernementales comme le Bay Area Rapid Transit et le California Department of Health Care Services (en) / Département de l'état de Californie des services de sante.
En 1968, avec des femmes afro-américaines, politiquement engagées, de la baie de San Francisco comme Edith M. Austin, Alfreda Abbott, Margaret Amoureaux, Belva Davis (en), Ruth Hagwood-Webb, Ella Hill Hutch (en), Mary Jane Johnson, Dorothy Pitts, Teola Sanders, Frances Taylor et Dezie Woods-Jones elle fonde le Black Women Organized for Political Action (en) / Les femmes noires pour l'action politique, qui a pour but de soutenir, accompagner et valoriser les Afro-Américaines qui se lancent dans la politique,.
De 1968 à 1969, elle chargée de cours à l'université d'État de San Francisco.
En 1971, avec Bella Abzug, Shirley Chisholm, Betty Friedan, Fannie Lou Hamer, Mildred Jeffrey (en), Florynce Kennedy, Jill Ruckelshaus, et Gloria Steinem, Aileen Hernandez participe à la fondation du National Women's Political Caucus (en) organisation qui s'est donné comme mission de soutenir humainement et matériellement les femmes qui se présentent à des élections ou qui sont en poste afin de donner plus de poids à la voix des femmes dans la sphère politique,,,.
De 1976 à 1985, elle fait partie du conseil exécutif de la Ms. Foundation for Women, fondation créée pour fournir une aide financière, humaine et de conseil pour les organisations qui veulent faire entendre la voix des femmes des jeunes filles dans les domaines du social de la vie culturelle et économique,.
En 1978, elle est assistante à l'université de Californie à Berkeley.
En 1990, elle est élue vice présidente du Conseil consultatif national de l'American Civil Liberties Union (ACLU) / (Union américaine pour les libertés civiles), un lobby qui s'est donné pour mission de "défendre et préserver les droits et libertés individuelles garanties à chaque personne par la Constitution et les lois des États-Unis.

## Rapports et recommandations
- The women's movement, 1965-1975, San Francisco, Californie, A.C. Hernandez, 1975, 63 p. (OCLC 34451335),
- Between a rock-- and a hard place : a study, with recommendations, of the impacts on minority-owned, women-owned and small businesses of bonding, insurance, and other fee-related requirements of departments and agencies of the City and County of San Francisco for businesses entering into contracts with such agencies, San Francisco, Californie, San Francisco Human Rights Commission, 30 septembre 1985, 254 p. (lire en ligne),
- National women of color organizations : A report to the Ford Foundation, New York, Ford Foundation, 1991, 68 p. (ISBN 9780916584443, lire en ligne),

### Archives
Les archives d'Aileen Clarke Hernandez sont déposées et consultables à la Bibliothèque du Smith College à Northampton, dans le Massachusetts.

### Vie privée
En 1947, Aileen Clarke épouse Alfonso Hernandez, le couple divorce en 1951.
Aileen Hernandez décède le 13 février 2017 des suites d'une maladie neuro-dégénérative dans un institut spécialisé de Tustin dans le Comté d'Orange en Californie,.

## Prix et distinctions (sélection)
- 1961 : nommée Femme de l'année par la Community Relations Conference of Southern California / Conférence sur les relations communautaires du sud de la Californie[5],
- 1995 : lauréate du Silver Spur Award décerné par la San Francisco Bay Area Planning and Urban Research Association (en)[5],
- 1996 : lauréate du Eleanor Roosevelt Award, décerné par le Democratic Women’s Forum in California / Forum des femmes du parti Démocrate de Californie[5].

## Pour approfondir

#### Notices dans des encyclopédies ou manuels de référence
- (en-US) Jessie Carney Smith (dir.), Notable Black American Women, vol. 1, Detroit, Michigan, Gale Research, 20 décembre 1991, 1337 p. (ISBN 9780810347496, lire en ligne), p. 491-494,
- (en-US) Jean Blackwell Hutson &  Jr. Alton Hornsby (dir.), African American Biography, vol. 2, E-J, Detroit, Michigan, UXL, 1994, 447 p. (ISBN 9780810392366, lire en ligne), p. 341-343,
- (en-US) Shirelle Phelps (dir.), Contemporary Black Biography : Profiles from the International Black Community, vol. 13, Detroit, Michigan, Gale Research Inc., 10 décembre 1996, 303 p. (ISBN 9780787601010, lire en ligne), p. 87-91,
- (en-US) Suzanne O'Dea (dir.), From Suffrage to the Senate, 1 : A-M, Millerton, New York, MacKenzie and Harris, 1er décembre 2006, 491 p. (ISBN 9781592371174, lire en ligne), p. 315-316,

#### Articles académiques
- (en-US) Ula Taylor, « The Historical Evolution of Black Feminist Theory and Praxis », Journal of Black Studies, vol. 29, no 2,‎ novembre 1998, p. 234-253 (20 pages) (lire en ligne ),
- (en-US) Kimberly Springer, « The Interstitial Politics of Black Feminist Organizations », Meridians, vol. 1, no 2,‎ printemps 2001, p. 155-191 (37 pages) (lire en ligne ),
- (en-US) Wini Breines, « What’s Love Got to Do with It? White Women, Black Women, and Feminism in the Movement Years », Signs, vol. 27, no 4,‎ été 2002, p. 1095-1133 (39 pages) (lire en ligne )
- (en-US) Benita Roth, « Second Wave Black Feminism in the African Diaspora: News from New Scholarship », Agenda: Empowering Women for Gender Equity, no 58,‎ 2003, p. 46-58 (13 pages) (lire en ligne ),